# 내원정사
내원정사(內院精舍)는 부산광역시 서구 꽃마을에 위치한 사찰이다.

## 같이 보기
- 꽃마을